# Sandra Prinsloo
Sandra Prinsloo (15 de septiembre de 1947) también conocida como Sandra Prinzlow, es una actriz sudafricana conocida por su papel de Kate Thomson en la película Los dioses deben estar locos de 1980. También ha hecho aparición en numerosas producciones de televisión y teatro.
En 1985, Prinsloo y su compañero de reparto John Kani captaron la audiencia con el drama La señorita Julia. En este papel Prinsloo interpretó a una mujer blanca seduciendo a un hombre negro. El drama marcó la primera aparición en el escenario de un hombre negro besando a una mujer blanca durante el apartheid.

## Filmografía selecta
- Soweto Green (1995)
- The Prince of Pretoria (1993)
- In the Name of Blood (1990)
- Quest for Love (1988)
- Jewel of the Gods (1989)
- The Outcast (1984)
- Claws (1982)
- Los dioses deben estar locos (1980)
- Listen to My Story (1976)
- Target of an Assassin (1976)
- Deadly Jaws (1974)-como Sandra Prinzlow